# Volthe
Volthe (Nedersaksisch: Voalt) is een buurtschap in de Twentse gemeente Dinkelland in de Nederlandse provincie Overijssel. Volthe ligt ten noordoosten van Oldenzaal. Tot de gemeentelijke herindeling van 1 januari 2001 viel de buurtschap onder de gemeente Weerselo. Volthe telde in 2009 490 inwoners.
Op een lijst uit het midden van de negende eeuw wordt de buurtschap reeds als Uuluht vermeld. Op deze lijst stonden 43 boerderijen die werden geschonken aan het klooster in Werden, waarvan er twee in Volthe stonden.
In Volthe liggen pal ten noorden van het kanaal Almelo-Nordhorn de restanten van de Hunenborg, een vroeg-middeleeuwse burcht.
Nabij Volthe liggen de voormalige havezathe het Everlo en het natuurgebied Roderveld.

## Kaarten

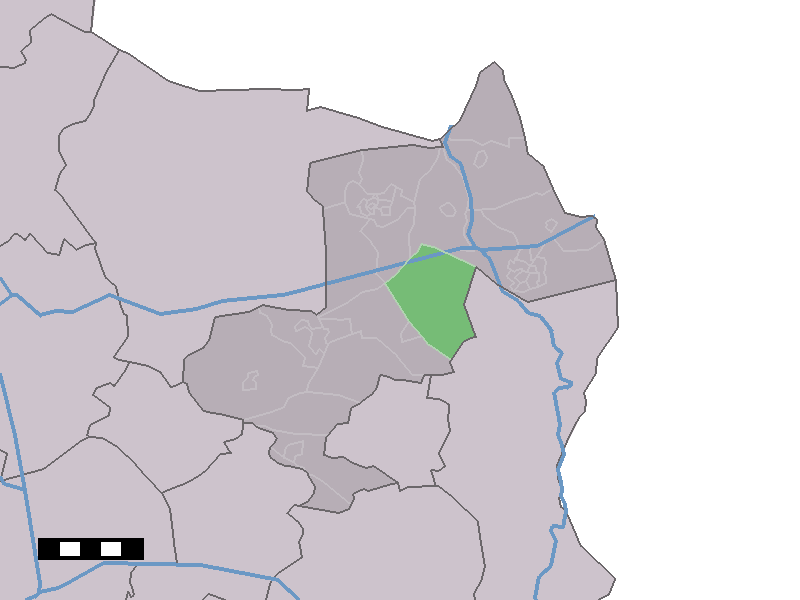
Volthe in de gemeente Dinkelland
Volthe en Rossum in de gemeente Dinkelland